# Arboletes (ort)
Arboletes är en ort i Colombia.   Den ligger i departementet Antioquía, i den nordvästra delen av landet, 500 km nordväst om huvudstaden Bogotá. Arboletes ligger 10 meter över havet och antalet invånare är 8 380.
Terrängen runt Arboletes är platt norrut, men åt sydost är den kuperad. Havet är nära Arboletes åt nordväst. Runt Arboletes är det ganska glesbefolkat, med 43 invånare per kvadratkilometer. Närmaste större samhälle är San Juan de Urabá, 15,2 km sydväst om Arboletes. Omgivningarna runt Arboletes är en mosaik av jordbruksmark och naturlig växtlighet.